# Faulquemont
Faulquemont je francouzská obec v departementu Moselle v regionu Grand Est. Žije zde přibližně 5 200 obyvatel. Je centrem stejnojmenného kantonu.

## Geografie

### Sousední obce
| Růžice kompasu | Créhange    |          | Tritteling-Redlach              | Růžice kompasu |
| Růžice kompasu |             | Sever    | Pontpierre Vahl-lès-Faulquemont | Růžice kompasu |
| Růžice kompasu | Faulquemont |          | Pontpierre Vahl-lès-Faulquemont | Růžice kompasu |
| Růžice kompasu | Jih         |          | Pontpierre Vahl-lès-Faulquemont | Růžice kompasu |
| Růžice kompasu | Mainvillers | Thicourt | Adelange Eincheville            | Růžice kompasu |